# Boeing 727

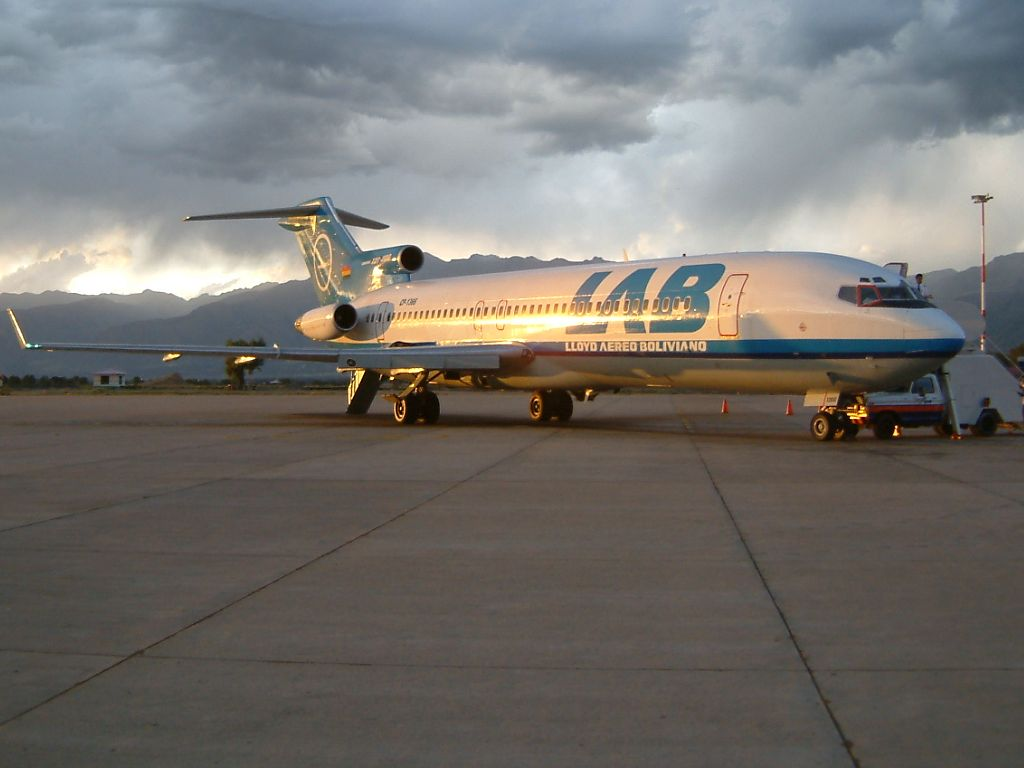
Боїнг 727–200 авіакомпанії Lloyd Aereo Boliviano

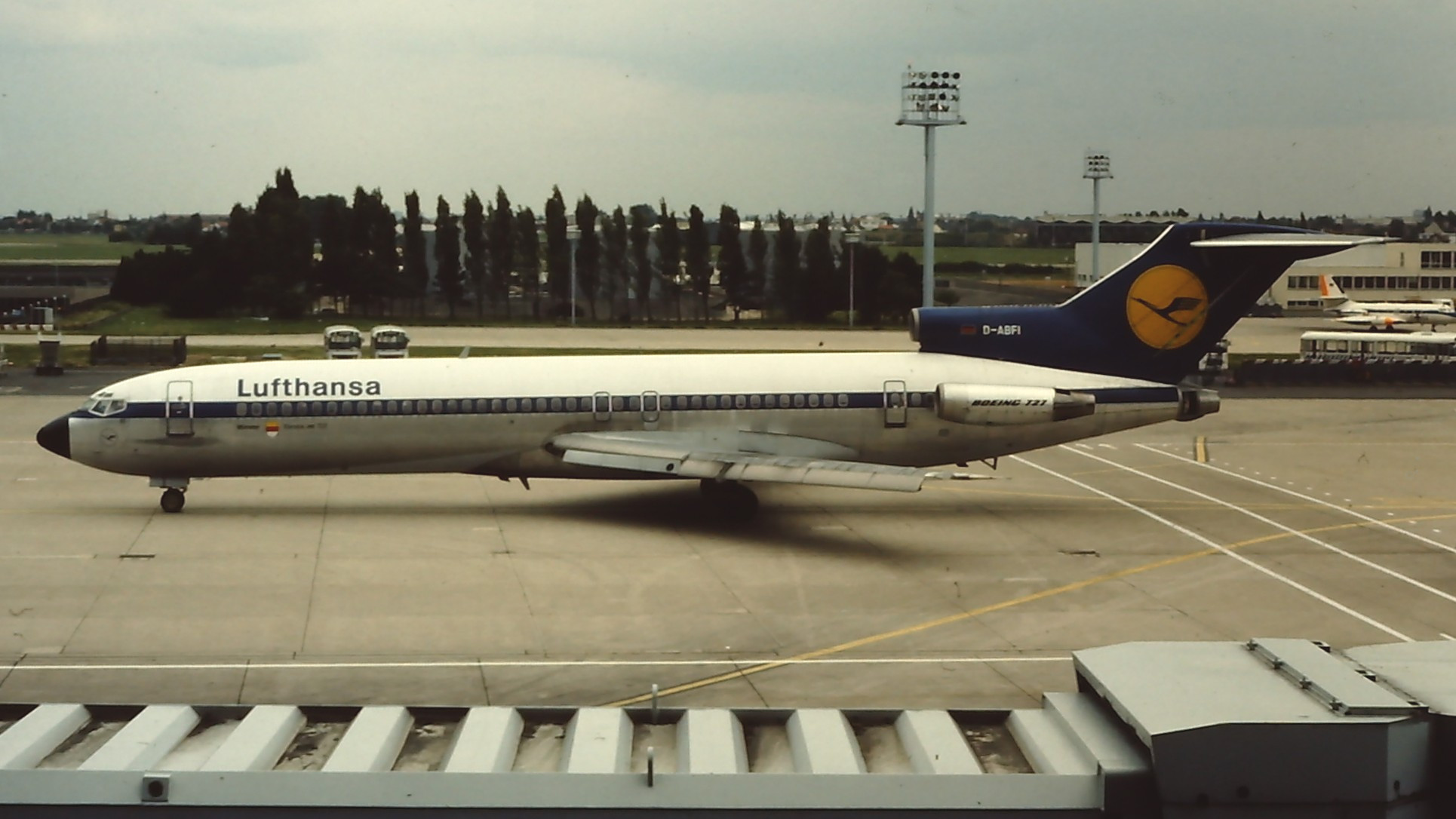
Boeing 727 авіакомпанії Lufthansa в аеропорті Орлі (1981)

Боїнг 727 (англ. Boeing 727) — вузькофюзеляжний середньомагістральний пасажирський літак, що здійснив перший політ 9 лютого 1963 року. З 60-х по 80-ті роки Боїнг 727 був одним з найпопулярніших авіалайнерів у світі. Всього з 1963 по 1984 було вироблено 1832 літака.

## Історія

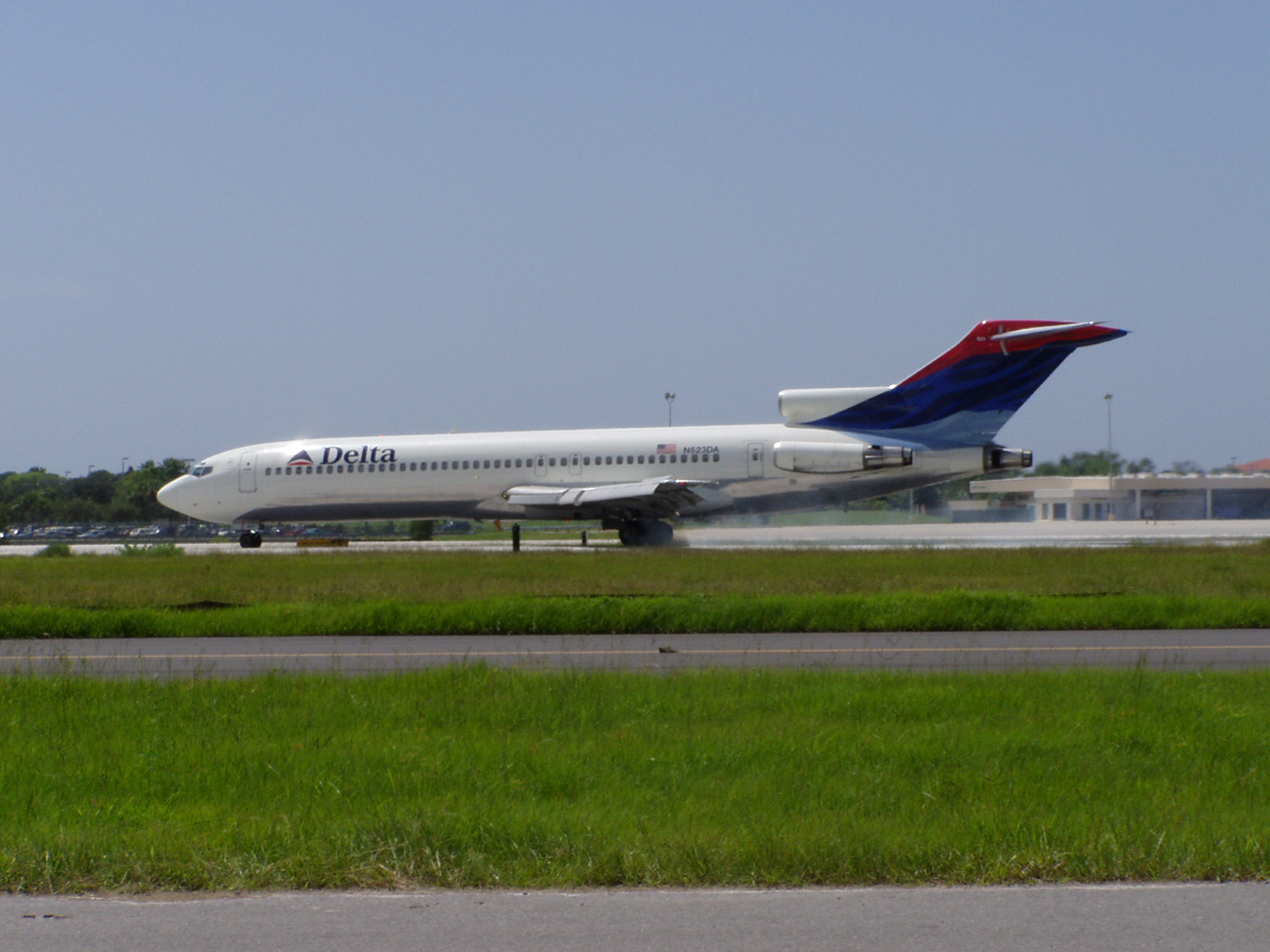
Боїнг 727–200 авіакомпанії Delta Air Lines

Boeing 727 був розроблений на початку 1960-х, щоб задовольнити потреби трьох американських авіакомпаній: United Airlines, American Airlines та Eastern Air Lines. Завданням було створення масового реактивного літака, здатного використовувати ЗПС невеликих аеропортів, виконувати рейс навіть при відмові одного двигуна, бути більш економічним, ніж B-707, простим в експлуатації та обслуговуванні. Boeing 727 перш за все мав використовуватися як літак для регіональних авіаперевезень на заході США і на Алясці, а також перельотів між США і країнами Карибського басейну.
Для спрощення використання літака в малопідготованих аеропортах, найбільше уваги було приділено механізації крила (зменшення необхідної довжини ЗПС) і вбудованому трапу (для спрощення посадки та висадки пасажирів у разі відсутності штатного трапа). Двигуни літака відрізнялися великим рівнем шуму, що створювало проблеми експлуатантам в перші роки використання лайнера. У пізніх модифікаціях рівень шуму був зменшений.
B-727 був добре прийнятий авіакомпаніями і в 1960-х швидко поширився за межі США, особливо в країни Латинської Америки та Середземномор'я. Для цілого ряду авіакомпаній він став першим типом використовуваного повітряного судна та основною «робочою конячкою» для виконання спочатку регулярних пасажирських, а потім чартерних та вантажних рейсів на середню дистанцію. Поява більш економічного дводвигунового Boeing 737 наприкінці 1960-х призвела до зниження числа замовлень на 727 модель. Однак навіть після нафтової кризи 1974 року авіакомпанії знову наповнили портфель замовлень на цей літак, переважно на його вантажні версії. Останній лайнер був поставлений замовникові 1984 року, більшість великих авіакомпаній розвинених країн вивели з експлуатації B-727 до початку 2000-х років.
Виведення на ринок B-727 дало Boeing значну перевагу перед конкурентами з McDonnell Douglas, які змогли запропонувати ринку аналогічний літак (MD-80) з великим запізненням, коли звиклі до співпраці з Boeing авіакомпанії, вже замовили Боїнг 737. Успіх останнього багато в чому був зумовлений хорошою реакцією ринку на його попередника. Іншим розвитком цього типу став Boeing 757, який має більші дальність та місткість, ніж B-727 і особливо затребуваний вантажними перевізниками як заміна B-727.

## Сучасний стан

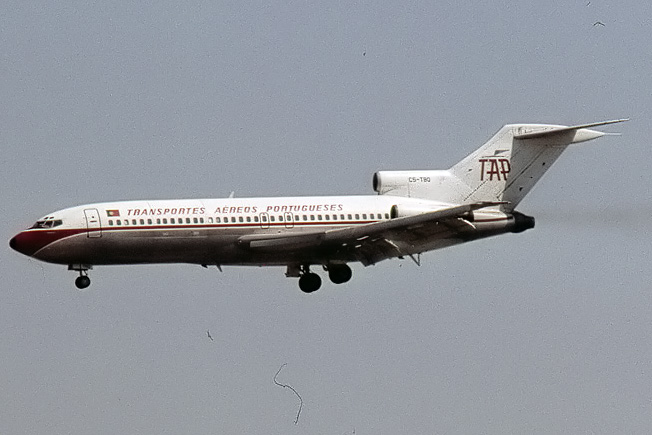
Boeing 727–100 авіакомпанії TAP Portugal

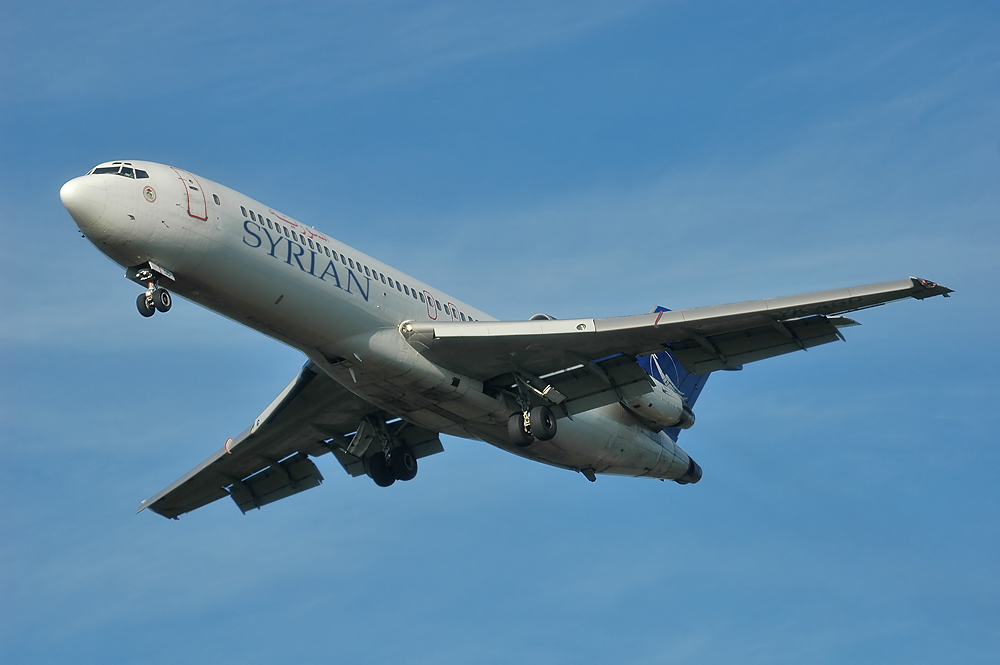
Boeing 727–200Adv авіакомпанії Syrian Arab Airlines

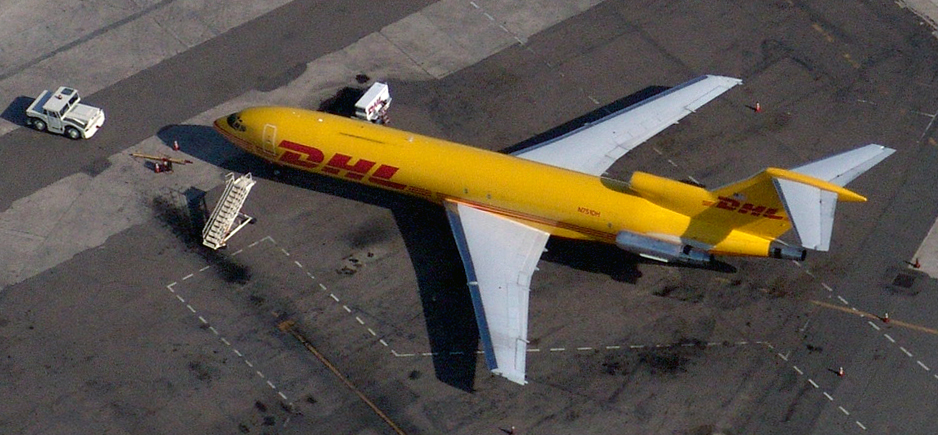
Вантажний 727-200F у аеропорту Сан-Дієго

Станом на середину 2010 року, з більш ніж 1800 вироблених Boeing 727, в експлуатації знаходилося близько 300 літаків. Враховуючи середній вік парку, що перевищує чверть століття, вони використовуються майже виключно для виконання вантажних рейсів, а також авіакомпаніями ряду найбільш бідних країн Африки, Азії та Латинської Америки. Останньою авіакомпанією, яка мала великий флот пасажирських B-727, був американський чартерний перевізник Champion Air (16 одиниць). 2008 року компанія збанкрутувала, її флот був порізаний на металобрухт.

## Варіанти
- 727-100 — вихідна модель.
- 727-100C — конвертована вантажо-пасажирська версія.
- 727-100QC — швидкозмінна вантажо-пасажирська версія.
- 727-100QF — вантажна версія.
- 727-100 Business Jet
- 727-200 — модифікована версія (подовжена на 6 метрів).
- Advanced 727–200 — модернізований варіант.
- Advanced 727-200F — вантажна версія.
- C-22 — військова версія, спеціально створена для ВПС США.
- C-22B — Військова версія Боїнгу 727–100.
- C-22C — Військова версія Боїнгу 727–100.

## Льотно-технічні характеристики
Боїнг 727 — тримоторний турбовентиляторний низькоплан із заднім розташуванням двигунів, зі стрілоподібним крилом та однокілевим оперенням.
| Тип                          | Boeing 727–100                                                                                     | Boeing 727–200 Adv. |
| ---------------------------- | -------------------------------------------------------------------------------------------------- | --- |
| Тип фюзеляжу                 | Вузький                                                                                            | Вузький |
| Довжина                      | 40,59 м                                                                                            | 46,69 м |
| Розмах крила                 | 32,92 м                                                                                            | 32,92 м |
| Висота хвоста                | 10,36 м                                                                                            | 10,36 м |
| Ширина фюзеляжу              | 3,76 м                                                                                             | 3,76 м |
| Площа крила                  | 157,93 м ²                                                                                         | 157,93 м ² |
| Кут стріловидності крила     | 32°                                                                                                | 32° |
| Максимальна місткість (пас.) | 131                                                                                                | |
| Максимальна злітна маса      | 68 946 кг                                                                                          | 95 030 кг |
| Вага порожнього літака       | 39 780 кг                                                                                          | 45 360 кг |
| Крейсерська швидкість        | 926 км/год                                                                                         | 965 км/год |
| Висота польоту               | 11 400 м                                                                                           | 12 192 м |
| Дальність польоту            | 3 056 км                                                                                           | 4 020 км |
| Перша поставка               | 727-100: 1 лютого 1964 — Eastern Airlines 727-100C: 13 квітня 1966 — Northwest                     | 727-200: 11 грудня 1967 — Northeast 727-200 Adv.: 9 березня 1971 — Lufthansa 727-200F: 27 червня 1983 — FedEx                                                              |
| Остання поставка             | 727-100: 18 жовтня 1972 — Dominicana 727-100C: 9 березня 1971 — South African Airways              | 727-200: 16 серпня 1972 — Western 727-200 Adv: 6 квітня 1983 — US Airways 727-200F: 18 вересня 1984 — FedEx                                                                |
| Поставлено всього            | 727-100: 407 727-100C: 164                                                                         | 727-200 (Adv): 1245 727-200F: 15 |
| Двигуни                      | 3×Pratt & Whitney JT8D-1 (62 кН) 3×Pratt & Whitney JT8D-7 (62 кН) 3×Pratt & Whitney JT8D-9 (64 кН) | 3×Pratt & Whitney JT8D-9A (64 кН) 3×Pratt & Whitney JT8D-11 (66 кН) 3×Pratt & Whitney JT8D-15 (68 кН) 3×Pratt & Whitney JT8D-17 (70 кН) 3×Pratt & Whitney JT8D-17R (77 кН) |

## Катастрофи та втрати
Всього втрачено 180 літаків з загальним числом загиблих 4 039. Ще 89 осіб стали жертвами захоплень лайнерів терористами.
Найбільшою за кількістю жертв катастрофою B-727 стала аварія літака авіакомпанії Mexicana в Мексиці 31 березня 1986 року. Всупереч інструкціям одна з шин була накачана повітрям, а не азотом, і після перегріву при зльоті вибухнула. На борту знаходилося 167 осіб, всі вони загинули.